# Поспелов, Пётр Иванович
Пётр Иванович Поспелов (10 августа 1924 — 11 декабря 2006) — разведчик-наблюдатель 539-го гаубичного артиллерийского полка 32-й гаубичной артиллерийской бригады 12-й артиллерийской дивизии, рядовой, Полный кавалер ордена Славы.

## Биография
Пётр Иванович Поспелов родился 10 августа 1924 года в деревне Левали в крестьянской семье.
Русский. Рано лишившись отца, пошёл работать в колхоз, где вместе с младшими братьями пас коров. Окончил 7 классов сельской школы. В 1938 году семья Поспеловых переехала в город Златоуст Челябинской области. Здесь Пётр Поспелов выучился профессии токаря, работал токарем на Златоустовском заводе имени Ленина.
В Красную Армию призван в ноябре 1942 года Златоустовским горвоенкоматом Челябинской области. Направлен в 539-й гаубичный артиллерийский полк, в котором прошёл военную подготовку и стал артиллерийским разведчиком-наблюдателем.
На фронте в Великую Отечественную войну с декабря 1942 года. Боевое крещение получил в боях за станцию «Касторная» на Орловщине. Участвовал в боях на Курской дуге, форсировал Днепр, освобождал Белоруссию, форсировал реки Буг, Вислу, Одер, а на заключительном этапе войны принимал участие в окружении и уничтожении Берлинской группировки врага. Был дважды тяжело ранен, но каждый раз после лечения в госпитале возвращался в боевой строй своей части.
В 1947 году старшина Поспелов П. И. демобилизован. Вначале работал на станции Златоуст слесарем-вагонником, затем осмотрщиком вагонов. Переехав в город Учалы — районный центр Учалинского района Башкирии, работал слесарем-инструментальщиком на заводе железобетонных изделий.
С 1982 года — на пенсии. Жил в городе Учалы. Скончался 11 декабря 2006 года..

## Подвиг
Разведчик-наблюдатель 539-го гаубичного артиллерийского полка 32-й гаубичной артиллерийской бригады (12-я артиллерийская дивизия, Центральный фронт) красноармеец Пётр Поспелов в период с 15-го по 23 сентября 1943 года у деревни Жиличи и Березовец Гомельской области Белоруссии выявил огневые точки противника, передал целеуказания на командный пункт (КП) полка, и корректировал огонь батарей. В результате было выведено из строя до десяти вражеских дзотов и около двадцати пулемётных гнёзд.
Приказом по 12-й артиллерийской дивизии (№ 029/н) от 17 ноября 1943 года за образцовое выполнение заданий командования в боях с немецко-фашистскими захватчиками красноармеец Поспелов Пётр Иванович награждён орденом Славы 3-й степени (№ 94057).
15 августа 1944 года у населённого пункта Войшич, расположенного западнее польского города Пулавы, разведчик-наблюдатель 539-го гаубичного артиллерийского полка 32-й гаубичной артиллерийской бригады (12-я артиллерийская дивизия, 1-й Белорусский фронт) красноармеец Поспелов П. И. на подручных средствах переправился через реку Висла под ураганным огнём противника и немедленно начал засекать его огневые точки, передавая их координаты в штаб полка. Во время боя отважный воин оказался в тылу контратакующего противника, был ранен, но продолжал выполнять полученную задачу.
Приказом по войскам 1-го Белорусского фронта (№ 0278/н) от 21 сентября 1944 года за образцовое выполнение заданий командования в боях с немецко-фашистскими захватчиками красноармеец Поспелов Пётр Иванович награждён орденом Славы 2-й степени (№ 252).
20 апреля 1945 года близ деревни Карциг, находящейся западнее города Лебус (Германия) красноармеец Пётр Поспелов скрытно проник в расположение врага и противотанковой гранатой подорвал дзот, уничтожив весь его расчёт.
Указом Президиума Верховного Совета СССР от 15 мая 1946 года за образцовое выполнение заданий командования в боях с немецко-фашистскими захватчиками красноармеец Поспелов Пётр Иванович награждён орденом Славы 1-й степени (№ 181), стал полным кавалером ордена Славы.

## Награды
Награждён орденами Отечественной войны 1-й степени, Красной Звезды, орденами Славы 1-й, 2-й и 3-й степени, 13-ю медалями.